# PGP
Достатъчно добра поверителност, позната на английски като pretty good privacy (PGP), е криптиращ софтуер за поверителност (privacy) и удостоверяване при предаване на данни. Намира приложение при електронното подписване, шифрирането и дешифрирането на текстове, електронната поща, файлове, папки и цели дискови поздразделения. Разработена е от американския компютърен специалист и криптограф Фил Цимерман през 1991 г.